# Акаев, Аскар Акаевич
Аска́р Ака́евич Ака́ев (кирг. Аскар Акай уулу Акаев; род. 10 ноября 1944[…], Кызыл-Байрак, Фрунзенская область) — советский и киргизский государственный и политический деятель, учёный. С 27 октября 1990 года по 31 августа 1991 года — президент Киргизской ССР. С 31 августа 1991 года по 11 апреля 2005 года — президент Кыргызской Республики.
Профессор МГУ имени Ломоносова, доктор физико-математических наук, физик-ядерщик. В 1989—1990 годах президент Академии наук Киргизской ССР. С мая 2006 года иностранный член Российской академии наук. Заслуженный деятель науки Российской Федерации (2025).
Четырежды (1990, 1991, 1995 и 2000) побеждал на президентских выборах. Кроме того, продлевал свои полномочия в ходе всенародных референдумов 1994 и 2003 годов.
Период президентства Акаева с одной стороны оценивался как эпоха относительной политической стабильности, с другой, ознаменовался массовой коррупцией и безработицей, которые привели страну к Тюльпановой революции 2005 года, после которой Акаев уехал в Россию. С этого времени Аскар Акаев проживал в Москве, где снова занимался научной деятельностью.
2 августа 2021 года, впервые за 16 лет, посетил Кыргызстан. В январе 2023 года все уголовные дела против Акаева, возбуждённые в Кыргызстане после Тюльпановой революции, были прекращены. А 18 февраля 2023 года действующий президент Кыргызстана Садыр Жапаров сообщил, что по его инициативе была проведена встреча всех бывших президентов Кыргызстана, начиная с Акаева, на которой они в торжественной обстановке пожали руки Жапарову и друг другу.

## Биография

### Научная карьера в СССР
Родился 10 ноября 1944 года в селе Воронцовка Кеминского района Киргизской ССР в семье колхозника Акая Токоева. Происходит из племени сарыбагыш. В 1961 году окончил среднюю школу с золотой медалью.
В 1968 году окончил с отличием Ленинградский институт точной механики и оптики и поступил в аспирантуру. В 1980 году защитил докторскую диссертацию в Московском инженерно-физическом институте.
В 1984 году избран членом-корреспондентом Академии наук Киргизской ССР, в этом же году становится академиком АН Киргизской ССР. Аскар Акаев — профессор, почётный доктор и иностранный член РАН, имеет около 150 научных работ, 43 статьи, 7 изобретений. Он подготовил 20 кандидатов и 3 докторов наук. Семь его учеников стали лауреатами различных премий. По мнению специалиста в области голографии академика Юрия Денисюка, Аскар Акаев «смог достичь поразительных результатов на стыке двух областей — оптики и компьютерных технологий, намного опередив своё время». В 1989—1990 — президент Академии наук Киргизской ССР.
На XXVIII съезде КПСС в июле 1990 избран членом ЦК КПСС. 27 октября 1990 года избран на должность президента Киргизской ССР, которая была учреждена Верховным Советом республики.

### Во главе Кыргызстана
В августе 1991 года резко осудил образование и действия ГКЧП, которые были сопровождены кровопролитием (издал ряд указов о бойкотировании действий ГКЧП на территории Киргизской Республики). Вместе с Верховным Советом КР объявил о провозглашении независимости КР. 21 декабря 1991 года приехал в Алма-Ату и принял участие в создании СНГ вместе с другими президентами бывших союзных республик; подписал ряд международных договоров и соглашений для выхода из кризиса. 2 марта 1992 года присутствовал при голосовании в штаб-квартире ООН за принятие Кыргызстана в члены ООН. Наблюдал за поднятием флага Кыргызстана возле штаб-квартиры ООН.
В октябре 1991 года (на выборах) и январе 1994 года (на референдуме) — подтверждены президентские полномочия. 24 декабря 1995 года — переизбран президентом на второй срок. Его поддержали более 70 % голосовавших на выборах. 29 октября 2000 года — переизбран президентом на третий срок. Его поддержали более 70 % голосовавших на выборах. В феврале 2003 года (на референдуме) — подтверждены президентские полномочия.
24 марта 2005 года в результате народного протеста, названного «тюльпановой революцией», сопровождавшейся столкновением с милицией, окружением президентской резиденции и её погромом, Акаеву при помощи спецслужб удалось покинуть территорию республики. После этого Генеральная прокуратура Киргизской Республики возбудила уголовные дела в отношении экс-президента и членов его семьи, отправив в Российскую Федерацию запросы об их экстрадиции. Только 11 апреля 2005 года парламент (Жогорку Кенеш) официально (постфактум) принял отставку Акаева.

### После отставки
После отставки, по данным киргизского МИДа, проживает в Москве, работает профессором в МГУ; занимает должность главного научного сотрудника Института математических исследований сложных систем (структурное подразделение МГУ).
В мае 2006 года избран иностранным членом Российской академии наук за выдающиеся исследования в области оптической обработки информации. 2009 год — координатор подпрограммы «Комплексный системный анализ и моделирование мировой динамики» Президиума РАН. 2014 год — научный руководитель Научно-учебной лаборатории мониторинга рисков социально-политической дестабилизации Национального исследовательского университета «Высшая школа экономики» в Москве.
В июле 2021 года Акаев был приглашён в Киргизскую республику качестве свидетеля по делу коррупции на золоторудном месторождении Кумтор. 2 августа Государственный комитет национальной безопасности Кыргызстана объявил, что Акаев добровольно вызвался приехать в Бишкек и согласился сотрудничать со следствием. К декабрю 2021 года Акаев уже дважды давал показания.
В ходе следствия Аскар Акаев предоставил доказательства, подтверждающие причастность действующего Председателя Кабинета министров Кыргызстана Акылбека Жапарова к составлению и заключению договора по Кумтору, невыгодные для Киргизской Республики условия которого и стали поводом для расследования.
Во время столкновений между Кыргызстаном и Таджикистаном в 2022 году Акаев прокомментировал вторжение Таджикистана на территорию Кыргызстана. Обвинив президента Таджикистана Эмомали Рахмона в заранее спланированном акте агрессии, Акаев назвал его неблагодарным и напомнил, что в 90-е годы, во время гражданской войны в Таджикистане, Кыргызстан оказал «значительную помощь, а также политическую, моральную и гуманитарную поддержку братскому народу Таджикистана».
В августе 2023 года Аскар Акаев в интервью российскому телеканалу Russia Today заявил, что Кыргызстан должен поддержать Россию в её противостоянии с Украиной. Так он ответил на вопрос журналиста о том, правда ли, что в Кыргызстане, к руководству которой он давно уже не имеет отношения, судом были осуждены граждане, участвовавшие в боевых действиях на Украине на стороне России, и что по этому поводу думает Акаев. «Я не знаю деталей этого происшествия, но я хочу сказать, что Кыргызстан и как союзник России, и как член Евразийского экономического союза, и член ОДКБ, конечно, должен поддержать Россию. Именно в такие трудные дни и познаётся дружба», — ответил экс-президент.

## Семья
- Жена — Майрам Дуйшеновна Акаева — в бытность Аскара Акаева президентом руководила благотворительным фондом «Мээрим» (возглавляла список Партии женщин Кыргызстана на выборах 2000 года[25]).
- Старший сын Айдар (1976—2020) был женат на младшей дочери президента Казахстана Нурсултана Назарбаева Алие. Брак был недолгим (с 1998 по 2001 годы). В 2005 году незадолго до «тюльпановой революции» избрался в парламент Кыргызстана — Жогорку Кенеш. После смены власти результаты выборов по его округу были аннулированы, сам Айдар Акаев объявлен в розыск по подозрению в экономических преступлениях.
- Дочь Бермет[англ.] замужем за казахстанским бизнесменом Адилем Тойгонбаевым (также объявлен властями Кыргызстана в розыск за экономические преступления). В 2005 году она, так же, как и её брат, баллотировалась в Жогорку Кенеш и выиграла выборы, но после революции результаты голосования были отменены. В 2007 году предприняла попытку избраться в парламент вторично — уже при новых властях. Но суд Кеминского района снял её кандидатуру.
- Младшие дети — дочь Саадат и сын Илим в период его нахождения у власти тоже готовились к политической и общественной деятельности: они возглавляли общественный фонд «Библиотека первого президента».

## Награды
- Орден «Знак Почёта» (1981);

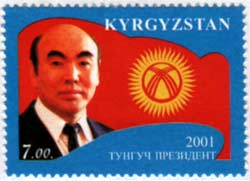
Почтовая марка Кыргызстана, 2001

- Медаль Пушкина (23 августа 1999 года, Россия) — за большой вклад в сохранение и распространение российского культурного наследия в Киргизской Республике[26];
- Орден «Достык» I степени (10 декабря 2001 года, Казахстан) — за значительный личный вклад в развитие казахстанско-кыргызстанских отношений, содействие установлению взаимовыгодных политических, экономических и культурных связей между двумя государствами и их народами, а также в связи с 10-летием независимости Республики Казахстан[27];
- Орден Двойного Белого Креста I степени (8 декабря 2003 года, Словакия)[28];
- Заслуженный деятель науки Российской Федерации (24 января 2025 года) — за заслуги в подготовке высококвалифицированных специалистов, научно-педагогической деятельности и многолетнюю добросовестную работу[29]
- Лауреат Премии Ленинского комсомола Киргизии (1977) — за математическое исследование проблем нагревания ЭВМ;
- Лауреат золотой медали Н. Д. Кондратьева 2012 года «за выдающийся вклад в развитие общественных наук»[30];
- Почётный профессор МГУ имени М. В. Ломоносова (1996).

## Научная работа
Является иностранным членом Российской академии наук, членом научно-редакционного совета журнала «МИР: Модернизация. Инновации. Развитие», редколлегии журнала «Стратегирование: теория и практика». Имеет научные работы в области теории вычислений, макроэкономики, клиодинамики и др.